# Halvar Björk
Erik Halvar Bertil Björk (Ragunda, 22 settembre 1928 – Huddinge, 12 novembre 2000) è stato un attore svedese, vincitore del premio Guldbagge come miglior attore nel 1968.

## Biografia
Attore di formazione teatrale, debuttò a metà degli anni sessanta in una pellicola cinematografica, collaborando con i principali registi svedesi. Morì a causa di un carcinoma polmonare.

## Filmografia parziale
- Jakten, regia di Yngve Gamlin (1965)
- Bagnanti (Badarna), regia di Yngve Gamlin (1968)
- Sinfonia d'autunno (Höstsonaten), regia di Ingmar Bergman (1978)
- La trappola (Fallgropen), regia di Vilgot Sjöman (1989)
- Il figlio della domenica (Söndagsbarn), regia di Daniel Bergman (1992)

## Premi e riconoscimenti
- Guldbagge
  - 1968: - Miglior attore - Bagnanti